# سال زندگی خطرناک (فیلم)
سال زندگی خطرناک (به انگلیسی: The Year of Living Dangerously) فیلمی به کارگردانی پیتر ویر محصول سال ۱۹۸۲ میلادی است.

## خلاصه داستان
داستان آن دربارهٔ چند خبرنگار در جاکارتا در جریان کودتای ۱۹۶۵ و ماجرای عاشقانه‌ای در اندونزی در زمان سرنگونی رئیس‌جمهور، احمد سوکارنو است.

## بازیگران
- مل گیبسون در نقش گای همیلتن
- سیگورنی ویور در نقش ژیل برایانت
- لیندا هانت در نقش بیلی کوان
- مایکل مورفی در نقش بیل کرتیس
- بیل کر در نقش سرهنگ هندرسن

## جایزه‌ها
لیندا هانت برای بازی در نقش بیلی کوان عکاس برنده جایزه اسکار بهترین بازیگر نقش مکمل زن (۱۹۸۴ اسکار ۵۶ام) شد. این نخستین بار بود که بازیگر زنی برای بازی در نقش شخصیتی مذکر این جایزه را دریافت می‌کرد.